# Райт, Шели
Ше́ли Райт (англ. Chely Wright; род. 25 октября 1970) — американская певица.

## Биография

### Ранние годы и карьера
Ришелл Рене Райт родилась 25 октября 1970 года в Канзас-Сити (штат Миссури, США). В детстве, Шели брала уроки игры на пианино и начала заниматься профессиональным пением в 11-летнем возрасте.
Шели начала свою профессиональную музыкальную карьеру в 1994 году. По состоянию на 2016 года, Райт выпустила восемь музыкальных студийных альбомов. Также она занимается общественной деятельностью.

### Личная жизнь
С 20 августа 2011 года Шели жената на ЛГБТ-активистке Лорен Блитцер, с которой она встречалась 15 месяцев до их свадьбы. У супругов есть сыновья-близнецы — Джордж Сэмюэль Райт и Эверетт Джозеф Райт (род. 18.05.2013), которых родила Райт.
В 2018 году Райт перенесла инсульт.

## Дискография
- 1994: Woman in the Moon
- 1996: Right in the Middle of It
- 1997: Let Me In
- 1999: Single White Female
- 2001: Never Love You Enough
- 2005: The Metropolitan Hotel
- 2010: Lifted Off the Ground
- 2016: I Am the Rain